# Komisja Administracji i Spraw Wewnętrznych

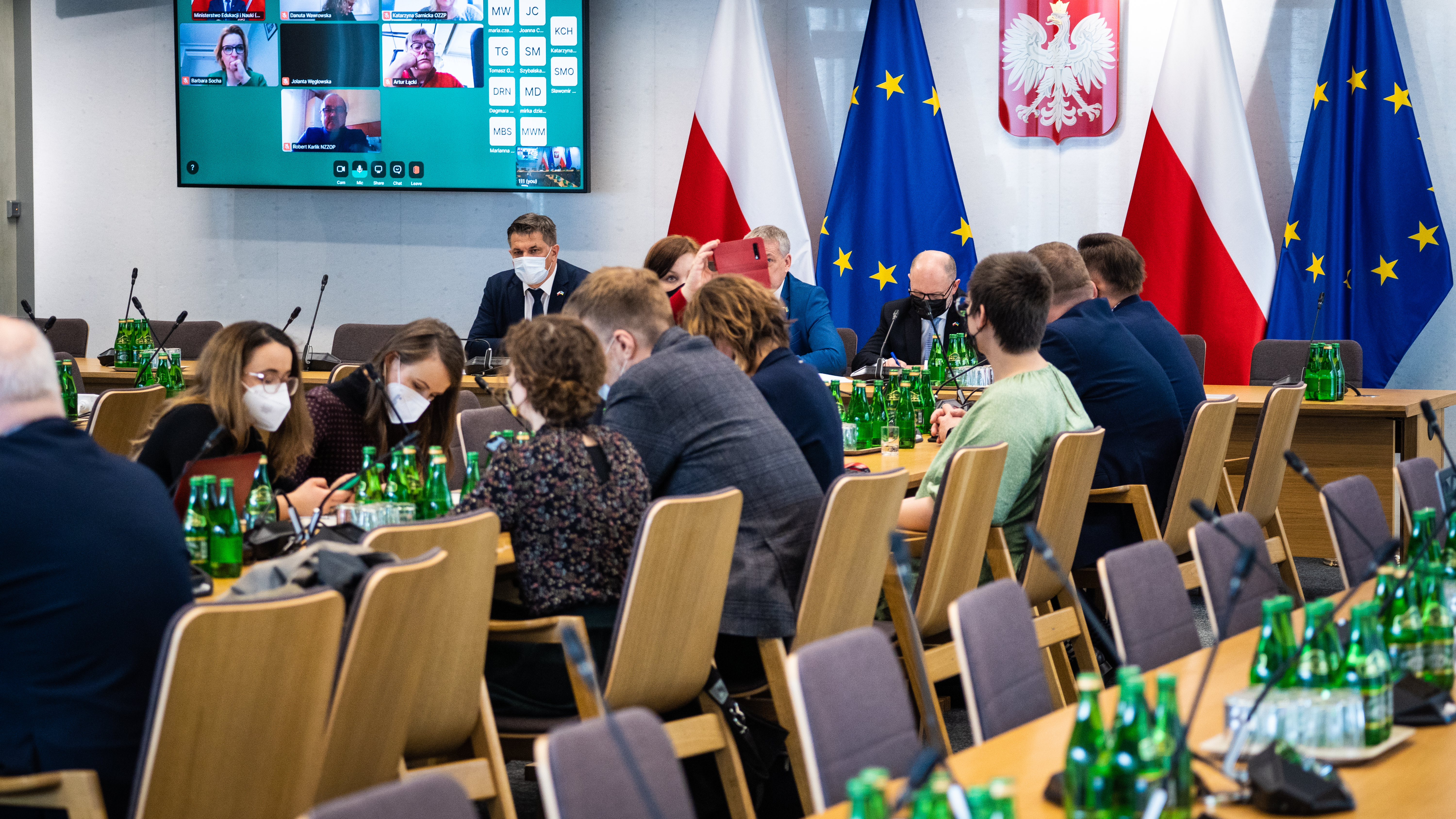
Posiedzenie Komisji Administracji i Spraw Wewnętrznych (2022)

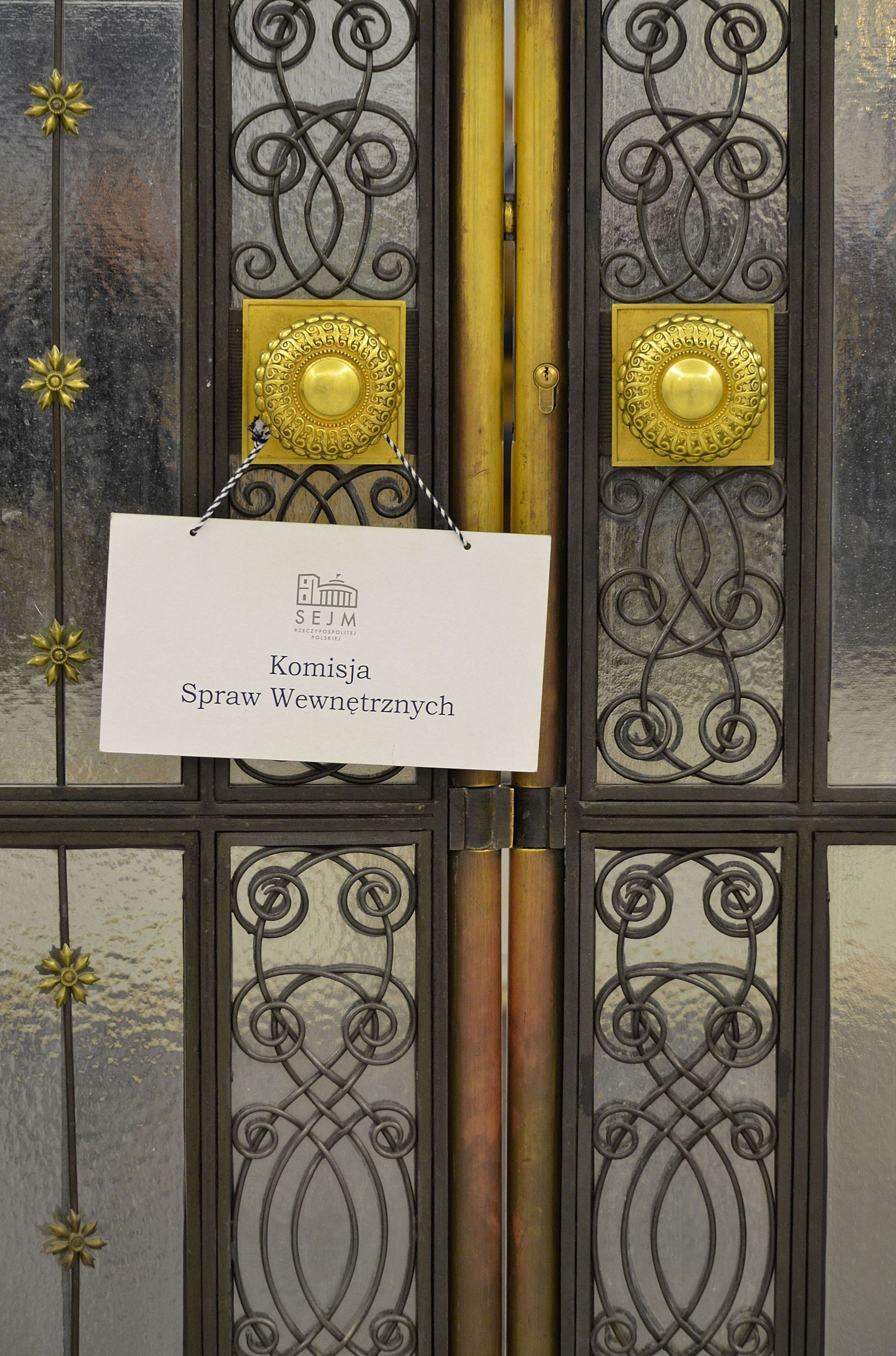
Informacja o trwającym posiedzeniu Komisji w Sali Kolumnowej Sejmu

Komisja Administracji i Spraw Wewnętrznych (skrót: ASW) – stała komisja sejmowa, która zajmuje się sprawami administracji państwowej oraz bezpieczeństwa, sprawami ładu i porządku publicznego. W sejmie VII kadencji z komisji została wydzielona część dotycząca administracji do odrębnej Komisja Administracji i Cyfryzacji.

## Skład Komisji

### X kadencja Sejmu RP
Prezydium
- Maria Małgorzata Janyska (KO) – przewodniczący
- Konrad Frysztak (KO) – zastępca przewodniczącego
- Paweł Hreniak (PiS) – zastępca przewodniczącego
- Małgorzata Pępek (KO) – zastępca przewodniczącego
- Bartosz Romowicz (Polska2050-TD) – zastępca przewodniczącego
- Zbigniew Sosnowski (PSL-TD) – zastępca przewodniczącego

#### Podkomisje
- Podkomisja stała do spraw modernizacji i rozwoju Policji, Straży Granicznej, Państwowej Straży Pożarnej i Służby Ochrony Państwa (ASW01S)[2]
  - przewodniczący – Wojciech Król (KO)
- Podkomisja stała do spraw funkcjonowania zarządzania kryzysowego (ASW02S)[3]
  - przewodniczący – Konrad Frysztak (KO)
- Podkomisja stała do spraw rozwoju i promocji Ochotniczych Straży Pożarnych (ASW03S)[4]
  - przewodniczący – Bartosz Romowicz (PL2050-TD)
- Podkomisja stała do spraw obywatelskich, cudzoziemców i migracji (ASW04S)[5]
  - przewodniczący – Jarosław Zieliński (PiS)
- Podkomisja nadzwyczajna do rozpatrzenia rządowego projektu ustawy o ochronie ludności i obronie cywilnej (ASW01N)[6]
  - przewodniczący – Konrad Frysztak (KO)

### IX kadencja Sejmu RP
Prezydium
- Wiesław Szczepański (Lewica) – przewodniczący
- Arkadiusz Czartoryski (PiS) – zastępca przewodniczącego
- Jerzy Polaczek (PiS) – zastępca przewodniczącego
- Edward Siarka (PiS) – zastępca przewodniczącego
- Zdzisław Sipiera (PiS) – zastępca przewodniczącego
- Tomasz Szymański (KO) – zastępca przewodniczącego

### VIII kadencja Sejmu RP
Prezydium
- Arkadiusz Czartoryski (PiS) – przewodniczący
- Bartosz Józwiak (Kukiz’15) – zastępca przewodniczącego
- Jerzy Polaczek (PiS) – zastępca przewodniczącego
- Edward Siarka (PiS) – zastępca przewodniczącego
- Zbigniew Sosnowski (PSL) – zastępca przewodniczącego
- Marek Wójcik (PO) – zastępca przewodniczącego

### VII kadencja Sejmu RP (jako Komisja Spraw Wewnętrznych)
Prezydium na koniec kadencji
- Marek Wójcik (PO) – przewodniczący
- Beata Bublewicz (PO) – zastępca przewodniczącego
- Artur Ostrowski (SLD) – zastępca przewodniczącego
- Mirosław Pawlak (PSL) – zastępca przewodniczącego
- Jerzy Polaczek (PiS) – zastępca przewodniczącego
- Piotr van der Coghen (PO) – zastępca przewodniczącego
- Jarosław Zieliński (PiS) – zastępca przewodniczącego

### VI kadencja Sejmu RP
Prezydium na koniec kadencji
- Marek Biernacki (PO) – przewodniczący
- Jacek Krupa (PO) – zastępca przewodniczącego
- Mieczysław Łuczak (PSL) – zastępca przewodniczącego
- Stanisława Prządka (SLD) – zastępca przewodniczącego
- Jarosław Zieliński (PiS) – zastępca przewodniczącego

### V kadencja Sejmu RP
Prezydium na koniec kadencji
- Grzegorz Dolniak (PO) – przewodniczący
- Edward Kiedos (Samoobrona RP) – zastępca przewodniczącego
- Konstanty Miodowicz (PO) – zastępca przewodniczącego
- Edward Siarka (PiS) – zastępca przewodniczącego

### IV kadencja Sejmu RP
Prezydium na koniec kadencji
- Bogdan Bujak (SLD) – przewodniczący
- Kazimierz Chrzanowski (SLD) – zastępca przewodniczącego
- Stanisław Łyżwiński (Samoobrona RP) – zastępca przewodniczącego
- Marian Marczewski (SDPL) – zastępca przewodniczącego
- Wiesław Woda (PSL) – zastępca przewodniczącego

### III kadencja Sejmu RP
Prezydium na koniec kadencji
- Jan Rejczak (AWS) – przewodniczący
- Mirosław Pawlak (PSL) – zastępca przewodniczącego
- Andrzej Potocki (UW) – zastępca przewodniczącego
- Zbigniew Sobotka (SLD) – zastępca przewodniczącego

### II kadencja Sejmu RP
Prezydium na koniec kadencji
- Zbigniew Bujak (UP) – przewodniczący
- Jerzy Dziewulski (SLD) – zastępca przewodniczącego
- Andrzej Potocki (UW) – zastępca przewodniczącego
- Andrzej Wiśniewski (PSL) – zastępca przewodniczącego

### I kadencja Sejmu RP
Prezydium na koniec kadencji
- Artur Balazs (KP) – przewodniczący
- Jerzy Dziewulski (PPL) – zastępca przewodniczącego
- Leszek Golba (KPN) – zastępca przewodniczącego
- Wiesław Wójcik (PPL) – zastępca przewodniczącego

### X kadencja Sejmu PRL
Prezydium na koniec kadencji
- Stanisław Gabrielski (PKLD) – przewodniczący
- Jarosław Kapsa (UD) – zastępca przewodniczącego
- Marian Starownik (PSL) – zastępca przewodniczącego
- Ryszard Zieliński (UChS) – zastępca przewodniczącego